# Chiesa di Santa Barbara (La Valle)
46.659422°N 11.93087°E
La chiesa di Santa Barbara  (dlijia de Santa Berbura in ladino) è una chiesa di La Valle in Alto Adige. Fa parte del decanato Val Badia e la sua costruzione risale al XV secolo.

## Storia

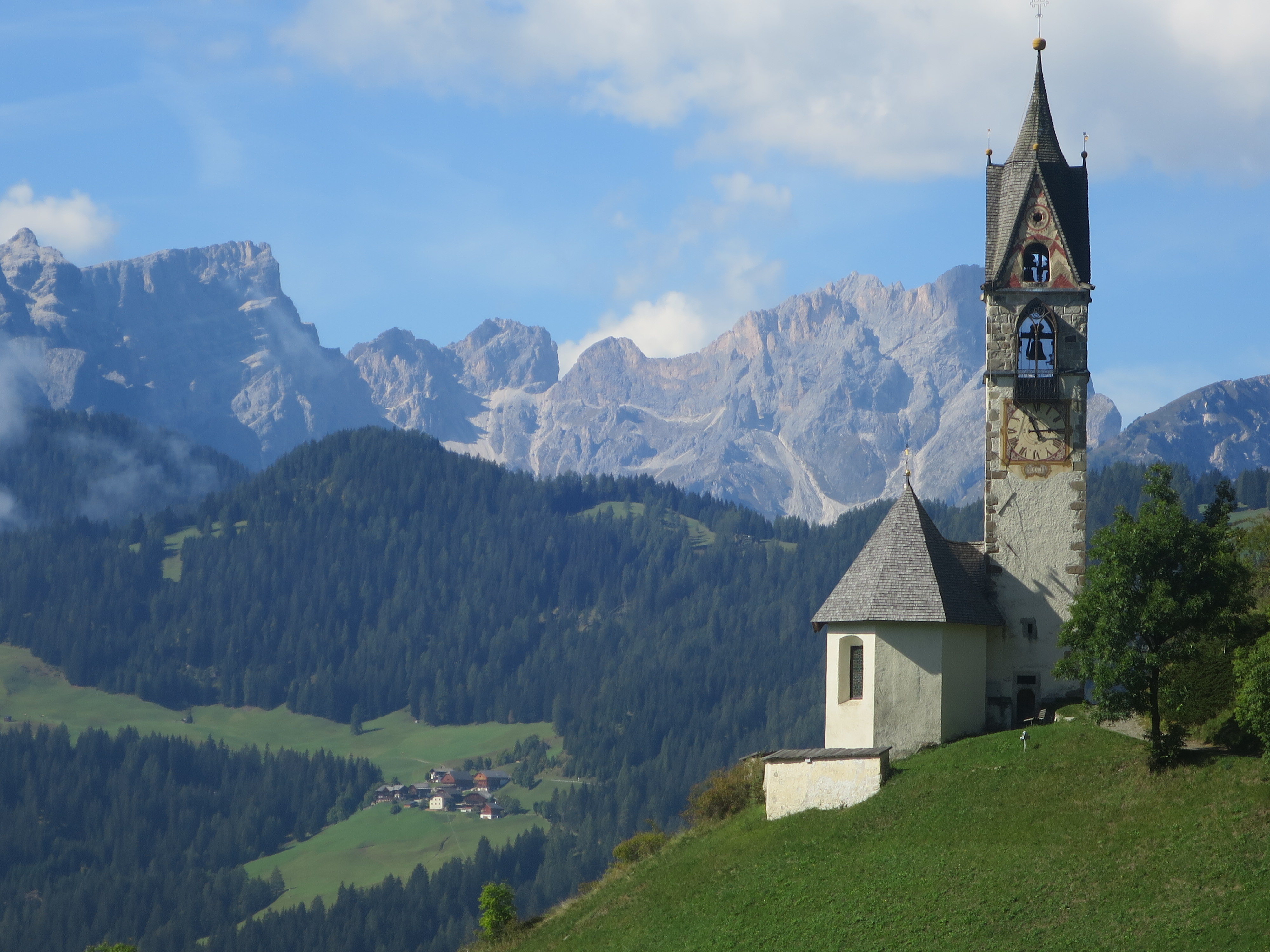
La straordinaria ubicazione panoramica di Santa Barbara, sullo sfondo, dietro il campanile si intravede il Furchetta e parte del Gruppo delle Odle.

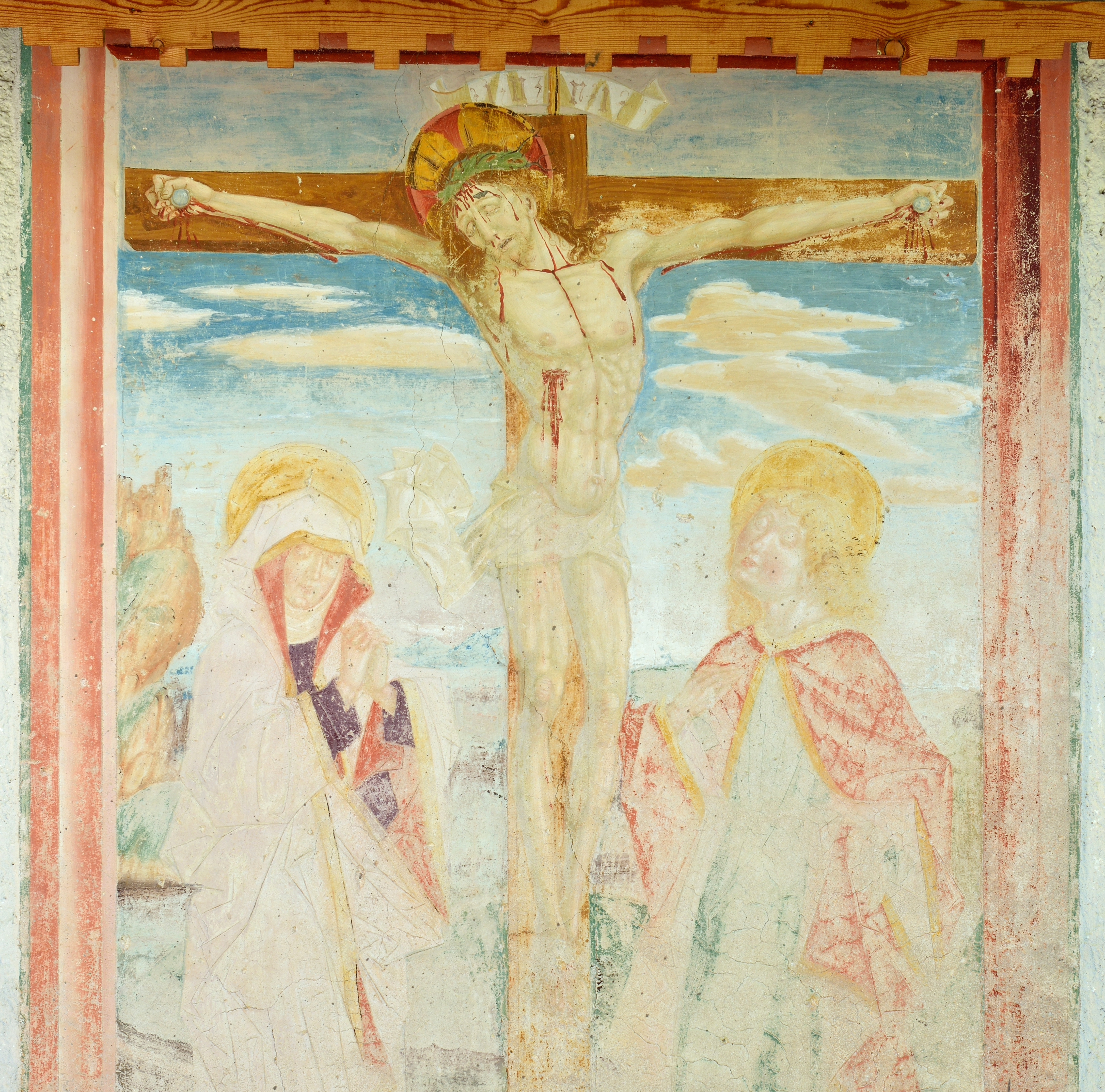
Affresco esterno, raffigurante la crocifissione, attribuito a Friedrich Pacher.

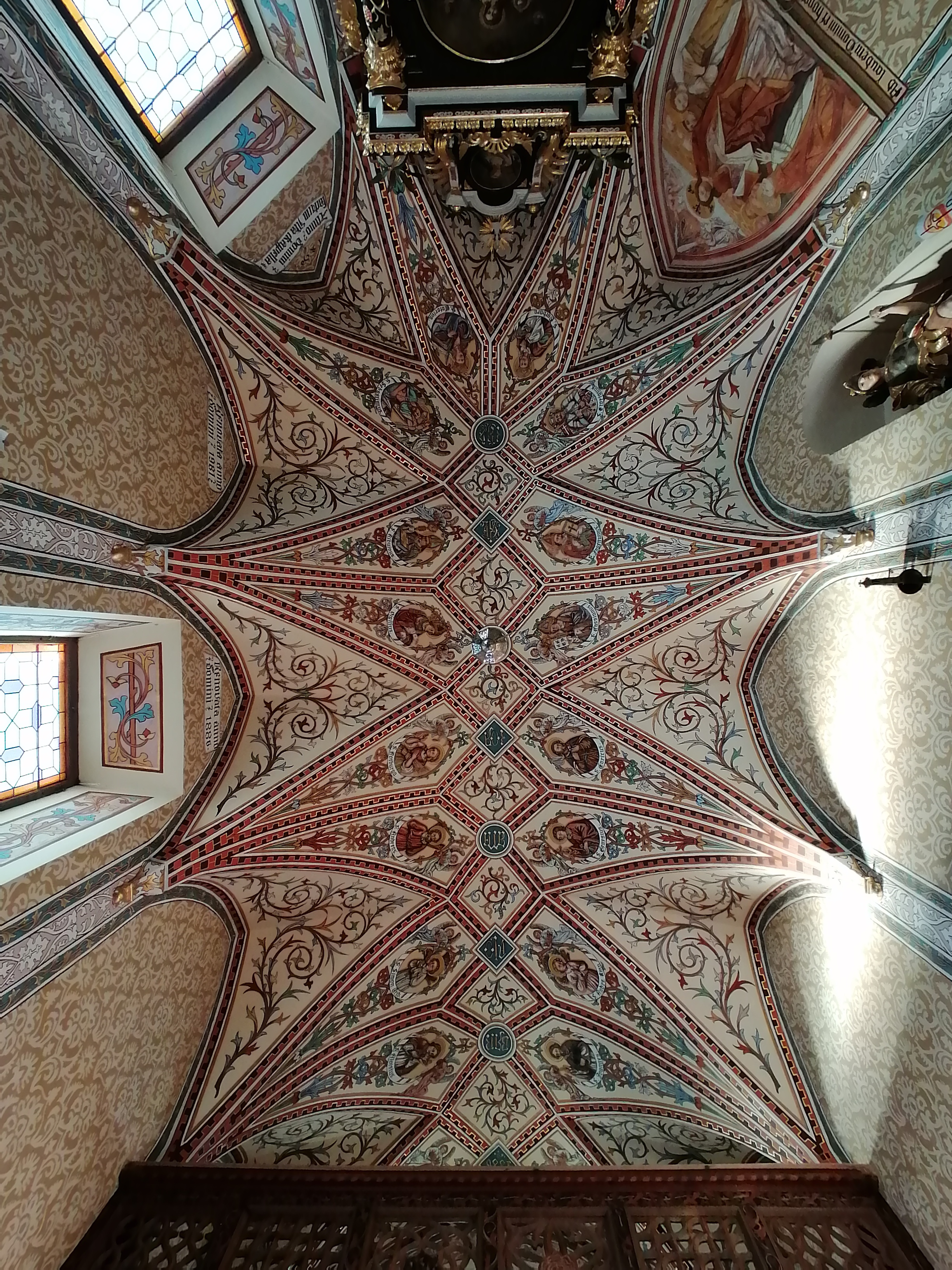
La volta decorata con viticci e medaglioni raffiguranti santi. J. Rudiferia 1886.

La piccola chiesa di Santa Barbara sorge sul versante settentrionale della Val di Spessa, sopra l'attuale abitato di La Valle, vicino al vecchio centro del paese e alla vecchia parrocchiale in rovina in località Dlijia Vedla. La chiesetta è posta in una particolare e scenografica posizione, infatti se la si ammira dalla vicina vila di Tolpëi, dal lato dell'abside, la chiesetta viene incorniciata dal Gruppo delle Odle e dal Sass de Putia, mentre se la si guarda dalla strada che la collega a Cians, il Sasso di Santa Croce le fa da quinta scenica. 
La chiesa venne completata nel 1490 e consacrata il 15 maggio del 1491 dal vescovo ausiliario Konrad. La chiesa è dedicata al culto di Santa Barbara, protettrice dagli incendi e dai fulmini, patrona dei minatori e dei vigili del fuoco, a San Floriano, anche esso patrono dei vigili del fuoco e protettore dagli incendi. Dagli atti della consacrazione risulta anche dedicata al culto di tutti i santi. Di questa ultima dedica rimane a testimonianza un affresco alla sinistra dell'altare.
La presenza di una seconda chiesa, oltre quella parrocchiale, nel centro del paese, caso unico in Val Badia, non deve stupire data l'importante influenza e benessere raggiunto dalla corporazione dei minatori di La Valle, importante centro minerario argentifero in epoca medievale. Il legame della chiesa di Santa Barbara con la corporazione dei minatori ha dato origine alla credenza popolare che essa fosse usata come tesoreria della corporazione e che pertanto sotto il pavimento della chiesa o nei suoi paraggi fossero celati i fondi della corporazione. Da questa credenza trae origine la leggenda ladina del "tesoro di Santa Barbara".
Una ipotesi molto popolare, ma priva di ogni fondamento, riportata frequentemente sugli opuscoli e siti turistici, nonché sulla tavola informativa posta all'entrata della chiesa è quella suggerita dallo storico dell'arte Karl Gruber che lega l'erezione della chiesa al Tru dla Vena. Il Tru dla Vena (Strada della Vena) metteva in comunicazione le fucine di Piccolino all'importante miniera episcopale del Fursil. Secondo questa ipotesi tale strada di trasporto del ferro grezzo sarebbe passata proprio accanto alla chiesa. Lo stesso Gruber però non apporta alcun documento a sostegno della sua tesi se non il patronato della chiesa che però è facilmente spiegabile con la presenza di minatori nella stessa La Valle. Oltre a ciò la stesura del Tru de la Vena prende avvio solo nel XVI secolo come è ben documentato nei archivi episcopali, molto dopo l'erezione della chiesa rendendo chiara l'assenza di legami fra questa e le Miniere del Fursil.

## Esterno
L'esterno, in chiaro stile tardo gotico, appare snello e sobrio. Sulla facciata si apre il portone a ogiva e una finestra a lunetta. Il campanile è decorato con pitture geometriche e porta su ogni lato una finestra a sesto acuto sovrastata da una a tutto sesto. L'orologio porta la data del 1854. Sul lato settentrionale si trova un affresco di notevole pregio, che raffigura la scena della Crocifissione di un maestro della cerchia di Michael Pacher, quasi certamente Friedrich Pacher. Il dipinto versa in un pessimo stato di conservazione e sia lo stemma che la firma presenti nella parte inferiore dell'affresco sono totalmente illeggibili.

## Interno

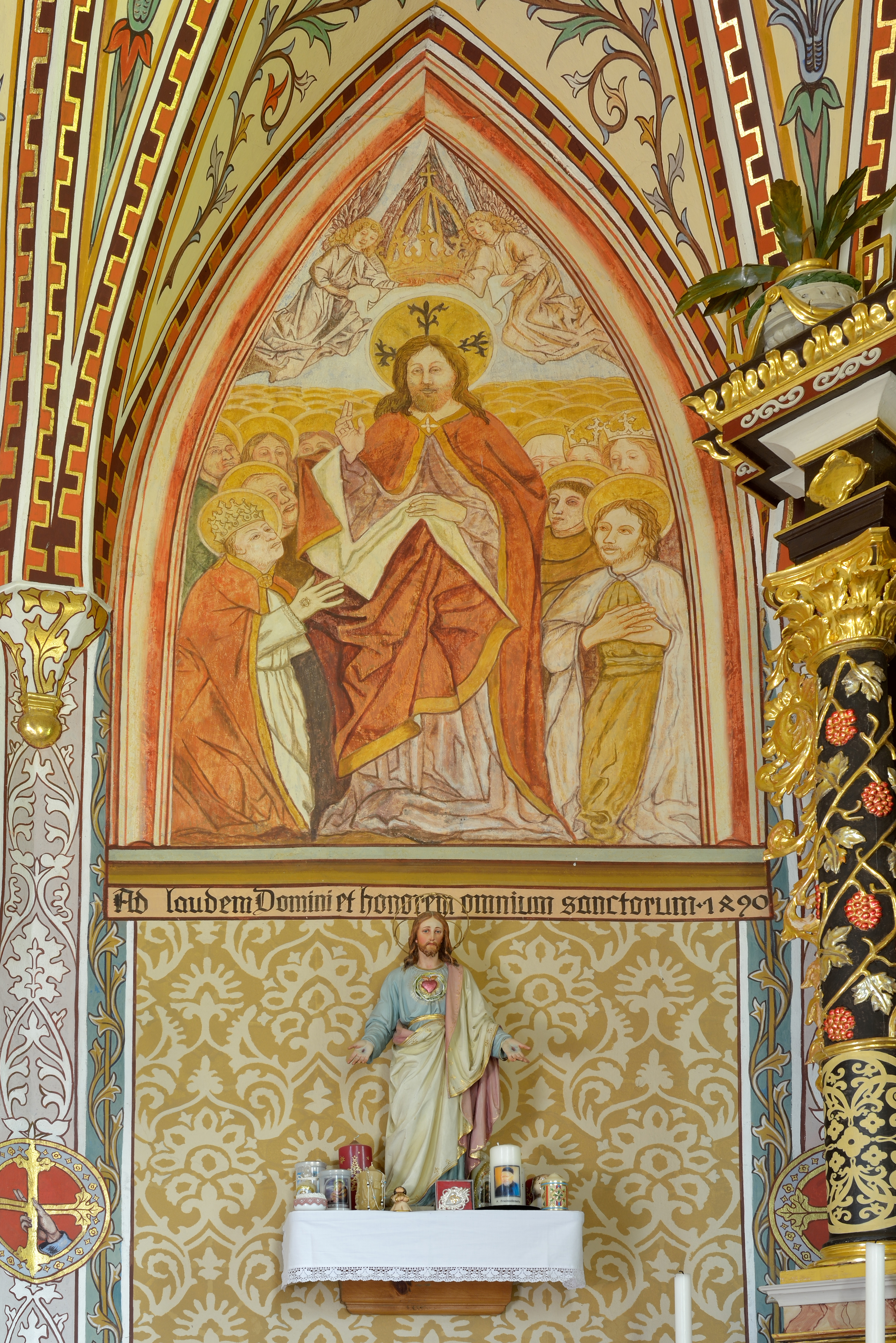
Cristo in mezzo a tutti i santi.

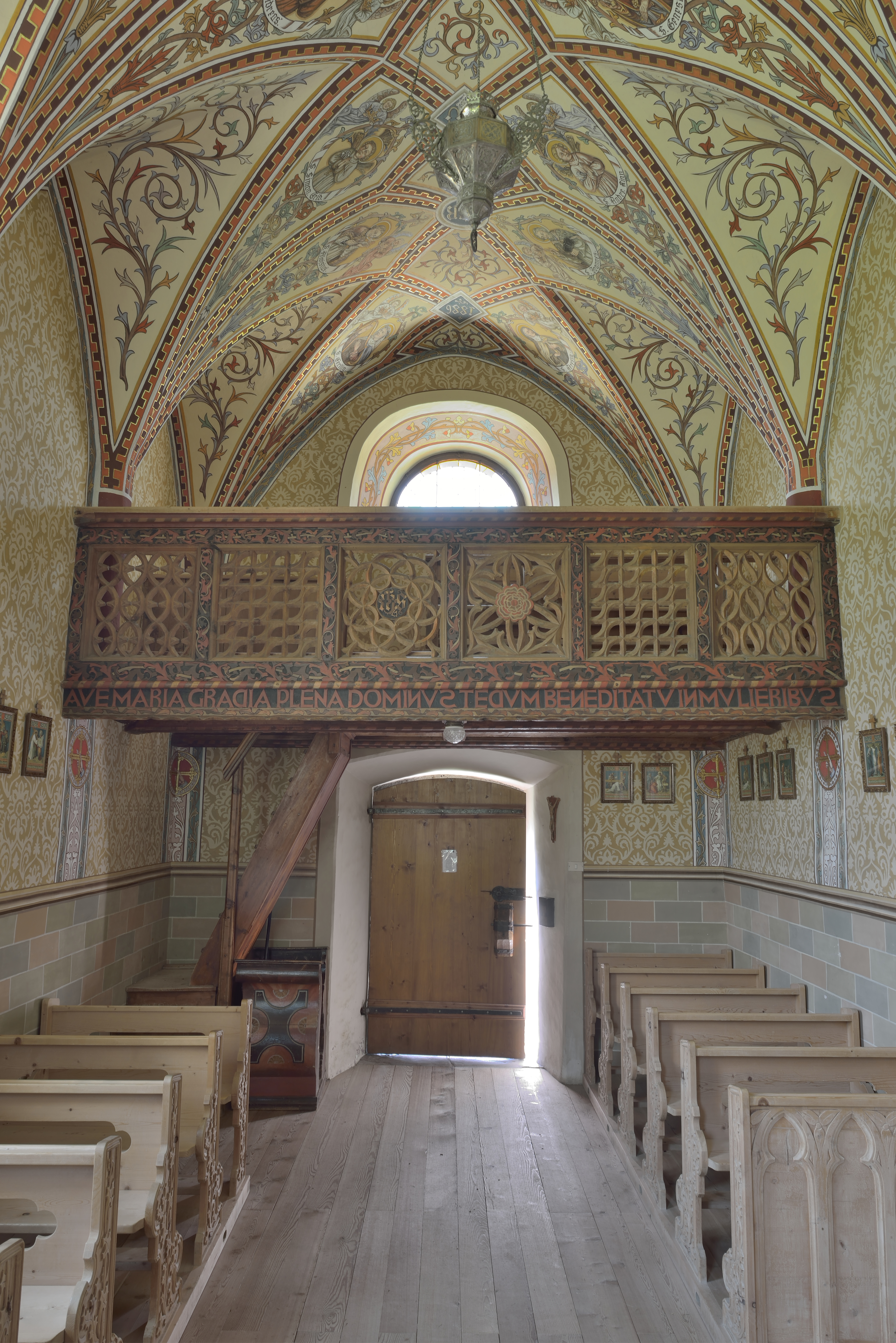
La pregevole cantoria del Quattrocento.

L'interno conserva poco del suo aspetto originale. La volta a rete, decorata con viticci e medaglioni di santi e le pareti, con motivi floreali, furono affrescate nel 1886 da J. Rudiferia. Sulla parete a sinistra dell'altare si conserva l'unica pittura originale dell'interno: Cristo benedicente circondato dai santi e dagli angeli. L'affresco pur fortemente ritoccato è caricato di un cartiglio che riporta la dedica "Ad Laudem Domini et honorem omnium sanctorum 1490". Contemporanei all'erezione della chiesa sono anche la cantoria in legno, traforata e riccamente ornata. Lungo la base corre una scritta, stralcio dell'Ave Maria con qualche incorrettezza. Oltre alla cantoria è originale anche la porta decorata della sagrestia.
L'altare, opera gardenese del 1798, sostiene una pala d'altare raffigurante la Madonna col Bambino in compagnia dei santi titolari, Barbara e Floriano. Nella parte inferiore s'intravede l'antico abitato di La Valle. L'autore della pala è ignoto, lo storico dell'arte Eugen Trapp suggerisce l'intervento del pittore locale Joseph Renzler. Evidente è invece la firma di "Giachomo Kolz", Iaco Colz, che restaurò la pala nel 1806.
Crea curiosità la tenaglia disegnata con dei solchi nella soglia della porta principale. Questo simbolo si ritrova in altre chiese dell'Alto Adige, contemporanee a Santa Barbara, ad esempio la Chiesa di San Zeno a Naturno, nella parrocchiale di Ora e nella cappella di San Giacomo adiacente alla chiesa dei Santi Ingenuino e Albuino di Tesido. Tuttavia non è ancora chiaro quale fosse il significato di tale incisione.

## Percorsi turistici
La chiesa di Santa Barbara è inserita in tre percorsi culturali gestiti dall'associazione turistica di La Valle:
- Roda dles viles; percorso circolare che partendo dal paese di La Valle tocca alcune delle viles meglio conservate, per approfondire i costumi e lo stile di vita contadino dei ladini.
- Tru di prá; percorso circolare che tocca gli alpeggi di Rit e Armentara.
- Memento Vivere-Tru de meditaziun; percorso meditativo che attraverso le cinque stazioni: "nascita", "infanzia", "giovinezza", "maturità" e "vecchiaia" invita il viandante per mezzo di passi biblici, pensieri di poeti ladini, il panorama e il sentiero stesso a riflettere sull'importanza del dono della vita. La chiesa di Santa Barbara è il punto di arrivo.[10]